# 森川千明
森川 千明（もりかわ ちあき、1987年9月22日 - ）は、日本の陸上競技（長距離走・マラソン）選手。新潟県出身

## 来歴・人物
三条東高校 - スターツ - ユニクロに所属。1500mで日本歴代9位となる記録を樹立するなど、中距離選手としてトップクラスの成績を残しました。
現役引退後に臨んだフルマラソンでは大会新記録で優勝。
現在は国内レースにとどまらず海外レースにも参戦し優勝。
またランニングコーチや大会のゲストランナー、モデル、lululemonアンバサダーとして活躍。
ランニングの普及活動にも積極的に取り組んでおり、ランニングの魅力を多くの人に伝えています。

## 自己記録
- 1500m 4分12秒75
- ハーフマラソン 1時間15分34秒
- マラソン 2時間３５分０６秒（2022年）

## 主な成績
- 全日本実業団Jr 3000m 優勝
- 日本選手権 5000m 3位
- 全日本実業団 1500m 3位 4分12秒75（日本歴代9位）
- 2017 日本選手権 1500m 4位
- 2017 全日本実業団 1500m 3位
- 東日本女子駅伝 優勝 東京チーム
- 東日本女子駅伝 優勝 千葉チーム
- 2018 函館マラソン 優勝（初マラソン、大会新記録）[1]
- 2018 プーケソンマラソン 優勝
- 2019 チェンライハーフマラソン 優勝
- 2019 プーケットマラソン 2位
- 2019 バンセンハーフマラソン　４位
- 2020 東京マラソン 日本人8位
- 2022 クラビハーフマラソン　優勝
- 2022 ジャカルタマラソン　２位
- 2022 バンセンハーフマラソン　9位

## 書籍

### 雑誌
- ランナーズ2019年1月号 表紙（2018年11月22日発売）
- ランナーズ2019年4月号 表紙（2019年02月22日発売）
- ランナーズ2019年7月号 表紙（2019年05月22日発売）
- ランナーズ2019年10月号 表紙（2019年08月22日発売）